# سوپ لیک (واشینگتن)
سوپ لیک (به انگلیسی: Soap Lake) شهری در شهرستان گرانت ایالت واشنگتن است که در سرشماری سال ۲۰۱۰ میلادی، ۱۵۱۴ نفر جمعیت داشته است. 